# Barbara Kowalewska
Barbara Kowalewska – polska projektantka wnętrz, prorektor Akademii Sztuk Pięknych w Warszawie. 

## Życiorys
Barbara Kowalewska ukończyła Liceum Sztuk Plastycznych im. Wojciecha Gersona w Warszawie ze specjalizacją wystawiennik. W 1995 uzyskała dyplom magistra sztuki na Wydziale Architektury Wnętrz Akademii Sztuk Pięknych w Warszawie. W trakcie II roku odbyła staż w Paryżu. W 2008 doktoryzowała się na podstawie stworzonego pod kierunkiem Henryki Noskiewicz-Gałązki dzieła Expo – styl, tradycja, technika. Wpływ rozwoju techniki na wyraz plastyczny przestrzeni wystawienniczych. W 2015 habilitowała się na Akademii Sztuk Pięknych w Krakowie, przedstawiając pracę Pawilon rzeźb oraz Kolekcja wilanowska. Kontynuacja 1993–2011.
W 1998 rozpoczęła pracę na macierzystym wydziale. Od 2014 prodziekan ds. studiów niestacjonarnych, zaś od 2016 ds. studentów studiów stacjonarnych. Prorektor ASP ds. studenckich i jakości kształcenia w kadencji 2020–2024.
Laureatka II nagrody w konkursie na projekt wnętrza pawilonu Polski na Expo 2005 w Aichi w Japonii.